# 신한카드
신한카드 주식회사는 대한민국의 신용카드사로, 신한금융그룹의 계열사이다.

## 연혁
- 1986년: 익스프레스 크레티트 카드로 설립
- 1987년: 사명을 익스프레스 크레티트 카드에서 코리안익스프레스신용카드로 변경
- 1988년: 사명을 코리안익스프레스신용카드에서 LG신용카드로 변경
- 1999년: 사명을 LG신용카드에서 LG캐피탈로 변경
- 2001년: 사명을 LG캐피탈에서 LG카드로 변경
- 2003년: LG그룹 경영권 포기
- 2007년 3월 23일: 신한금융지주 자회사 편입
- 2007년 10월 1일: 신한카드와 LG카드 인수 합병, 청산 종결 시까지 존속 법인은 SHC매니지먼트로 지속
- 2008년 2월 4일: 유니온페이 발급 개시
- 2008년 8월 18일: LG카드와 신한카드 전산망 통합 완료
- 2016년 12월 22일: 중국은련과 파트너십 계약 체결

## 발급기관
은행권과 증권사의 카드들은 제휴 금융기관의 현금카드 탑재가 가능하다.

### 은행권
- 신한은행[1]
- 한국산업은행[2]
- 우리은행
- SC제일은행
- 우체국
- 경남은행
- 전북은행
- 제주은행
- iM뱅크
- 부산은행
- BNK저축은행
- 웰컴저축은행
- 중소기업은행

### 증권사
- 신한금융투자
- 삼성증권 (체크는 직접방문)
- 신영증권
- 메리츠증권
- 유진투자증권
- 한국투자증권
- 미래에셋증권
- 한화투자증권

### 카드망 공유기관
- 전북은행
- 제주은행(구 조흥비씨)

## 취급 카드
자사카드
- 국내전용(취급 중)
- URS카드(취급 중)
- 비자카드(취급 중)
  - 구 동화은행 발급
  - 구 신한은행 발급
  - 구 강원은행 발급
  - 구 LG카드 발급
- 마스터카드(취급 중)
  - 구 신한카드 발급
  - 구 LG카드 발급
- AMEX카드(취급 중)
  - 구 신한카드 발급
- JCB카드(취급 중)[4]
  - 구 신한카드 발급
  - 구 LG카드 발급
- 중국은련(취급 중)[5]

### URS카드(유어스)
신한카드에서 일본 JCB사와 독점 계약을 체결하여 발급하는 국내외 겸용 카드이다. KB국민카드의 JCB K-World를 비롯한 NH농협카드의 JCB W, 하나카드의 JCB One Way 카드 처럼, 국내전용 연회비 그대로 해외에서 JCB 가맹점을 이용할 수 있다. JCB URS를 사용시 해외신판 한정으로 1%의 수수료를 내야 한다. 일본 JCB사와 라이센스 종료 후에도 카드 유효기간 만기일까지 해외 JCB 가맹점을 이용할 수 있다.

### S&카드(에스엔)
아멕스와 제휴한 해외 사용 브랜드로 2014년 7월에 출시되었다. 신용카드인 "Code9 23.5"에 처음 출시하였으며, 이후 출시하는 상품에도 S& 브랜드가 적용되어 출시되고 있다. 국내 전용 연회비 그대로, KB국민카드의 JCB K-World를 비롯한, NH농협카드의 JCB W 처럼, 외국 아멕스 가맹점에서 사용할 때 해외 신용판매 한정으로만 1% 수수료를 받고 대한민국 내 사용에 대해서는 아멕스에게 로열티를 지급하지 않는 방식이다.

### 통합복지카드
전국에 있는 장애인에 한해서 하이패스 기능을 해주고 신한은행에 한해서만 현금카드가 가능하다. 다만 무임용교통카드 기능은 이(인천, 서울, 대전, 충남, 대구, 부산) 지역만 된다.

## 후불교통카드
- 후불교통카드는 청소년 보호법상, 만 19세 이상을 대상으로 발급되며, 발급 종류는 신용카드와 체크카드, 모바일 후불티머니로 총 3개이다.(2018년 상반기 개정으로 인하여 원래는 2019년 하반기에 만12세 이상도 후불교통카드 발급이 원활하여야 하나 2020년 2월 기준 아직까지도 시스템 구축이 되지 않아 서비스 하고 있지 않다.)(곧 시스템 구축이 완료되어 체크카드에 후불교통카드도 삽입되어 만12세 이상의 미성년자도 사용이 가능할 예정이다.)(단, 만12세~만18세의 미성년자는 월한도 5만 원으로 발급되며 갚지 못하는 경우는 카드가 정지된다. 단, 신용등급에는 아무런 문제가 없도록 정부예산에서 때와 관리해준다.)

| 지하철/버스사용          | 사용가능지역 |
| ------------------------ | --- |
| 지하철/버스 사용지역     | 수도권(서울, 경기, 인천 - 수도권 전철 서해선 포함), 동남권(부산, 울산, 양산 - 동해선 광역전철 포함), 대경권(대구, 경산), 대전, 광주, 아산, 천안, 춘천 |
| 경전철사용 지역          | 의정부, 용인, 부산~김해, 우이신설 |
| 버스 전 사용지역         | 세종, 울산, 전북, 제주, 충남, 충북, 경남, 강원 |
| 경북 일부 버스 사용 지역 | 경주, 경산, 구미, 김천, 문경, 상주, 영주, 포항, 안동, 예천, 영천, 고령, 성주, 청도, 칠곡, 울릉, 울진, 의성                                            |
| 전남 일부 버스 사용 지역 | 광양, 나주, 목포, 순천, 여수, 고흥, 담양, 무안, 보성, 신안, 영암, 장성, 함평, 해남, 화순 , 강진, 구례 (곡성, 완도, 영광, 장흥, 진도 차후 예정)        |

## 해외 결제(체크카드)
해외 결제를 할 때 체크카드는 대부분 홀드식이었으나, 2020년 3월 3일에 즉시출금으로 대부분 변경됐다. 단, 외화통장 연계 체크카드는 여전히 홀드식이다. 은련은 자체 은련 체크카드의 첫 출시 당시부터 즉시출금을 이용해 왔다.
마에스트로가 달린 해외직불 겸용 체크카드는 2020년에 모두 단종됐다.

## 같이 보기
- 신한금융지주
- 신한은행
- 티머니
- 대한민국의 신용카드사 목록